# Kemetspitze
Die Kemetspitze, auch Kemater oder Kematerspitze, ist ein 3004 m ü. A. hoher Berggipfel des Prettaukamms in der Venedigergruppe. Der Gipfel liegt an der italienisch-österreichischen Staatsgrenze und wurde erstmals im Jahr 1891 durch E. O. Freytag mit M. Reden bestiegen.

## Lage
Die Kemetspitz befindet sich an der italienisch-österreichischen Staatsgrenze bzw. an der Grenze der Osttiroler Gemeinde  St. Jakob in Defereggen (Bezirk Lienz) im Süden und der Gemeinde Prettau (Südtirol) im Norden. Der im Nordosten des Prettaukamms gelegene Berggipfel wird im Westen durch die Kematerscharte (2934 m ü. A.) vom Kleinen Löffler (3045 m ü. A.) und im Osten durch das Rotenmannjoch (2887 m ü. A.) von der Rötspitze (3496 m ü. A.) getrennt. Nördlich der Kemetspitze verläuft das Südtiroler Röttal, im Süden das Schwarzachtal. Die Bergflanken der Kemetspitze sind durch den Nationalpark Hohe Tauern bzw. den Naturpark Rieserferner-Ahrn unter Schutz gestellt.

## Aufstiegsmöglichkeiten
Die einfachste Aufstiegsmöglichkeit auf die Kemetspitze nimmt ihren Ausgang im Schwarzachtal, das von Südtirol aus über das Klammljoch oder von Osttirol aus über das Alpengasthaus Oberhaus (St. Jakob in Defereggen) erreicht werden kann. Der Anstieg durch das Schwarzachtal folgt der Schwarzach bis in den Talschluss. Aus einer Höhe von rund 2500 Metern erfolgt der Aufstieg zur Kematerscharte, wobei der kurze Schlussanstieg auf den Gipfel über den Südwestgrat erfolgt (I).